# Шевченковка
Шевче́нковка (каз. Шевченков) — село у складі Житікаринського району Костанайської області Казахстану. Входить до складу Більшовистського сільського округу.
Населення — 99 осіб (2021; 527 у 2009, 976 у 1999, 1460 у 1989).